# Sinchang-dong
Sinchang-dong (koreanska: 신창동) är en stadsdel i stadsdistriktet Gwangsan-gu i staden Gwangju i den sydvästra delen av Sydkorea,  260 km söder om huvudstaden Seoul.